# Wermund Bendtsen
Wermund Bendtsen (1917–2003) was een Deense fotograaf, filmmaker en fotojournalist en actief in Odense van de jaren 40 tot en met de jaren 80.

## Leven
Over het begin van zijn carrière is niet veel bekend. Via foto's uit het Otterup lokaalhistorische archief is te achterhalen dat hij opgroeide in het gezin van Steffen Anton Bendtsen en Dagmar Cecillie Bendtsen (voorheen Larsen).
In 1941 legt hij middels 6 foto's de schade en gevolgen vast van een Engels bombardement op Odense.
Na de Tweede Wereldoorlog werkte Bendtsen als professionele fotograaf en was hij Orion Film betrokken als cameraman en regisseur fotografie bij diverse documentaires, waaronder Fra ø til ø i Kattegat (Van eiland tot eiland in het Kattegat). Een documentaire van 33 minuten uit 1955.
In 1957 publiceerde Bendtsen zijn eerste en enige boek over fotografie, met als thema inspiratie en compositie.
In de jaren 60 opende Bendtsen zijn eigen studio in Odense. Naast reclamefoto's maakte hij ook veel foto's voor musea en toeristenbureaus. Bendtsen heeft uiteindelijk veel (lokale) kunstobjecten gedocumenteerd van diverse musea in Odense. Naar aanleiding hiervan heeft hij ook diverse fotoboeken gepubliceerd.

## Erkenning
Wereldwijde erkenning kreeg Bendtsen toen een van zijn foto's werd geselecteerd voor de tentoonstelling The Family of Man. De foto toont een zwetende arbeider die zijn hoofd afveegt. Hiermee was Bendtsen de enige fotograaf uit Denemarken die deelnam aan deze wereldberoemde tentoonstelling.
Dezelfde foto, van Bendtsen, is in 1979 ook gebruikt als cover voor het vinyl album Vi Længes Sikkert Mod Noget Andet ('We verlangen naar iets anders') featuring Bertolt Brecht, Lars Forsell, Harald Herdal en Rudolf Nilsen.
Van zijn persoonlijke werk zijn er zover bekend negen foto's (waarvan vier origineel) opgenomen in de collecties van het Nationale Fotomuseum van Denemarken of het Museum Brandts, (foto)museum voor Kunst en Visuele cultuur.

## Publicaties
- Bendtsen, W. (1957). Fotoinspiration og billedkomposition. Skandivanisk bogforlag.
- Ørnholt, Hjalmar, auteur & Bendtsen, Wermund, fotografie. (1959) Det Sydfynske Øhav ('Hærvejen'). First edition. P. Haase & Son Publishers, Kopenhagen
- Paulsen, I.B., auteur & Bendtsen, W., fotografie. (1960) Det Sydfynske Øhav. Tekst in het Deens, Engels en Duits. 1st ed. P. Haase & Son Publishers, Kopenhagen
- Bendtsen, W., & Odense City Museums. (1960).
- Ørnholt, H., & Bendtsen, W. (1961). Langs hærvejen. Haase.
- Paulsen, I.B., auteur & Bendtsen, W., fotografie. (1961) Jyllands Vestkyst, 1st ed. P Haase & Son Publishers, Kopenhagen
- Bendtsen, W. (1962). Odense County and City Hospital.
- Bendtsen, W., & Pedersen, EM (1963). The young bar: 78 recipes for non-alcoholic drinks, snacks, desserts, etc.. Kopenhagen.
- Bendtsen, W., & Kjersgaard, E. (1963). Fra Dannevirke til Dybbøl. Kopenhagen: Haase.
- Bendtsen, W., Saabye, S., & Odense's museums. (1968). Odense's museums.
- Andersen, I., Norbøll, K. W., Mikkelsen, K., & Bendtsen, W. (1969). Fysik og kemi for 1. og 2. realklasse: Tegn. Kbh: P. Haase & Søn.
- Bendtsen, W., & Saabye, S. (1970). Odense City Museums. Odense.
- Danmarks Grafiske Museum: Wermund Bendtsen. (1990). Odense: s.n..

Ansel Adams (Verenigde Staten) · Erich Andres (Duitsland) · Emmy Andriesse (Nederland) · Diane Arbus (Verenigde Staten) · Allan Arbus (Verenigde Staten) · Eve Arnold (Verenigde Staten) · Richard Avedon (Verenigde Staten) · Ruth-Marion Baruch (Verenigde Staten) · Hugh Bell (Verenigde Staten) · Wermund Bendtsen (Denemarken) · Paul Berg (Verenigde Staten) · Lou Bernstein (Verenigde Staten) · John Bertolino (Italië/Verenigde Staten) · Eva Besnyö (Nederland) · Werner Bischof (Zwitserland) · Maria Bordy (Rusland) · Édouard Boubat (Frankrijk) · Margaret Bourke-White (Verenigde Staten). Mathew Brady (Verenigde Staten) · Bill Brandt (Verenigd Koninkrijk) · Brassai (Frankrijk) · Lola Álvarez Bravo (Mexico) · Manuel Álvarez Bravo (Mexico) · Josef Breitenbach (Duitsland, Verenigde Staten) · David Brooks (Canada) · Reva Brooks (Canada) · Ernst Brunner (Zwitserland) · Esther Bubley (Verenigde Staten) · Wynn Bullock (Verenigde Staten) · Shirley Burden (Verenigde Staten) · Rudolf Busler (Duitsland) · Harry Callahan (Verenigde Staten) · Cornell Capa (Verenigde Staten) · Robert Capa · Robert Carrington · Lewis Carroll (Verenigd Koninkrijk) · Henri Cartier-Bresson (Frankrijk) · Ted Castle (Verenigde Staten) · Marcos Chamúdez (Chili) · Al Chang (Verenigde Staten) · Ed Clark (Verenigde Staten) · Hermann Claasen (Duitsland) · John Collier (Verenigde Staten) · Jerry Cooke (Verenigde Staten) · Gordon Coster (Verenigde Staten) · Barney Cowherd (Verenigde Staten) · Ralph Crane (Verenigde Staten) · Ruth Davis (Verenigde Staten) · Roy DeCarava (Verenigde Staten) · Loomis Dean (Verenigde Staten) · Jack Delano (Verenigde Staten) · Nick De Morgoli · J. De Pietro · R. Diament (USSR) · Robert Doisneau (Frankrijk) · Nell Dorr (Verenigde Staten) · Nora Dumas (Frankrijk) · David Douglas Duncan (Verenigde Staten) · Alfred Eisenstaedt (Verenigde Staten) · Ed van der Elsken (Nederland) · Pat English (Verenigde Staten) · Elliott Erwitt (Verenigde Staten) · J. R. Eyerman (Verenigde Staten) · Sam Falk (Verenigde Staten) · Nat Farbman (Verenigde Staten) · Eleanor Fast · Louis Faurer (Verenigde Staten) · Ed Feingersh (Verenigde Staten) · Andreas Feininger (Verenigde Staten) · Vito Fiorenza (Italië) · Leopold Fischer (Oostenrijk) · John Florea (Verenigde Staten) · Robert Frank (Verenigde Staten) · Toni Frissell (Verenigde Staten) · Unosuke Gamou (Japan) · William Garnett (Verenigde Staten) · Herbert Gehr (Verenigde Staten) · Guy Gillette (Verenigde Staten) · Burt Glinn (Verenigde Staten) · Fritz Goro (Verenigde Staten) · Allan Grant (Verenigde Staten) · Farrell Grehan (Verenigde Staten) · René Groebli (Zwitserland) · Mildred Grossman (Verenigde Staten) · Karl W. Gullers (Zweden) · Ernst Haas (Verenigde Staten) · Peter W. Haberlin (Zwitserland) · Hideo Haga (Japan) · Otto Hagel (Verenigde Staten) · Robert Halmi (Hongarije) · Hiroshi Hamaya (Japan) · Hans Hammarskiöld (Zweden) · Hella Hammid (Verenigde Staten) · Chien Hao (China) · Bert Hardy (Verenigd Koninkrijk) · Richard Harrington (Canada) · Eugene Harris (Verenigde Staten) · D. Harrissiades (Griekenland) · Eugene Harris (Verenigde Staten) · Caroline Hebbe-Hammarskiöld (Zweden) · George Heyer (Verenigde Staten) · Paul Himmel (Verenigde Staten) · Tana Hoban (Verenigde Staten) · Frank Horvat (Italië) · Kurt Huhle (Duitsland) · Willi Huttig (Duitsland) · Yasuhiro Ishimoto (Japan) · Izis (Frankrijk) · Fenno Jacobs (Verenigde Staten) · Raymond Jacobs (Verenigde Staten) · Ronny Jacques (Canada) · Bob Jakobsen (Verenigde Staten) · Nico Jesse (Nederland) · Constantin Joffé · Carter Jones (Verenigde Staten) · Henk Jonker (Nederland) · Victor Jorgensen (Verenigde Staten) · Clemens Kalischer (Verenigde Staten) · Simpson Kalischer (Verenigde Staten) · Consuelo Kanaga (Verenigde Staten) · Dmitri Kessel (Verenigde Staten) · Keystone Press (Agency, Verenigde Staten) · Ihei Kimura (Japan) · Martha Kitchen (Verenigde Staten) · N. Kolli (USSR) · Torkel Korling (Verenigde Staten) · Nikolai Kozlovsky (USSR) · Ewing Krainin (Verenigde Staten) · Herman Kreider (Verenigde Staten) · Walter B. Lane · Dorothea Lange (Verenigde Staten) · Harry Lapow (Verenigde Staten · Lisa Larsen (Verenigde Staten) · Alma Lavenson (Verenigde Staten) · Arthur Lavine (Verenigde Staten) · Russell Lee (Verenigde Staten) · Nina Leen (Rusland/Verenigde Staten) · Laurence Le Guay (Australië) · Henri Leighton (Verenigde Staten) · Arthur Leipzig (Verenigde Staten) · Charles Leirens (België) · Gita Lenz (Verenigde Staten) · Leon Levinstein (Verenigde Staten) · Helen Levitt (Verenigde Staten) · Margery Lewis (Verenigde Staten) · Sol Libsohn (Verenigde Staten) · David Linton · Herbert List (Duitsland) · Jacob Lofman (Polen/Verenigde Staten) · Jack Lorner (Verenigde Staten) · Arnold Maahs (Verenigde Staten) · Hans Malmberg (Zweden) · Jean Marquis (Frankrijk) · Alexander Marshak (Verenigde Staten) · Thomas McAvoy (Verenigde Staten) · Leonard McCombe (Verenigde Staten) · G.H. Metcalf · Gjon Mili (Albanië/Verenigde Staten) · Frank Miller (Verenigde Staten) · Joan Miller (Verenigde Staten) · Lee Miller (Verenigde Staten) · Wayne Miller (Verenigde Staten) · May Mirin (Verenigde Staten) · Lisette Model (Oostenrijk/Verenigde Staten) · Peter Moeschlin (Zwitserland) · David Moore (fotograaf) (Australië) · Barbara Morgan (Verenigde Staten) · Hedda Morrison (Duitsland) · Ralph Morse (Verenigde Staten) · Robert Mottar (Verenigde Staten) · Carl Mydans (Verenigde Staten) · David Myers (Verenigde Staten) · Fritz Neugass (Duitsland/Verenigde Staten) · Lennart Nilsson (Zweden) · Pål Nils Nilsson (Zweden) · Emil Obrovsky (Oostenrijk) · Yoichi Okamoto (Verenigde Staten) · Cas Oorthuys (Nederland) · Ruth Orkin (Verenigde Staten) · Don Ornitz (Verenigde Staten) · Eiju Otaki · Homer Page (Verenigde Staten) · Marion Palfi (Verenigde Staten) · Gordon Parks (Verenigde Staten) · Rondal Partridge (Verenigde Staten) · Irving Penn (Verenigde Staten) · Carl Perutz (Verenigde Staten) · John Phillips (Algeria/Verenigde Staten · Leonti Planskoy (Rusland/Verenigd Koninkrijk) · Ray Platnick (Verenigde Staten) · Fred Plaut (Duitsland) · Rudolf Pollak (Duitsland) · Rapho Guilumette (Agency, Frankrijk) · Gottfried Rainer (Oostenrijk) · Daniel J. Ransohoff (Verenigde Staten) · Bill Rauhauser (Verenigde Staten) · Satyajit Ray (India) · Abdul Razay Mehta (Pakistan) · Anna Riwkin-Brick (Rusland/Zweden) · George Rodger (Verenigd Koninkrijk) · Willy Ronis (Frankrijk) · Annelise Rosenberg · Hannes Rosenberg · Sanford H. Roth (Verenigde Staten) · Charles Rotkin (Verenigde Staten) · Michael Rougier (Verenigde Staten) · Kosti Ruohomaa (Verenigde Staten) · August Sander (Duitsland) · Walter Sanders (Verenigde Staten) · Karl Sandes (Zweden) · Frank Scherschel (Verenigde Staten) · Hans A. Schreiner (Nederland) · Gotthard Schuh (Zwitserland) · Éric Schwab (Frankrijk) · Bob Schwalberg (Verenigde Staten) · Kurt Severin (Duitsland/Verenigde Staten) · David Seymour (Polen) · Ben Shahn (Litouwen/Verenigde Staten) · Musya S. Sheeler (Verenigde Staten) · Li Shu · George Silk (Nieuw-Zeeland/Verenigde Staten) · Bradley Smith (Verenigde Staten) · Ian Smith (Verenigd Koninkrijk) · W. Eugene Smith (Verenigde Staten) · Howard Sochurek (Verenigde Staten) · Peter Stackpole (Verenigde Staten) · Alfred Statler (Verenigde Staten) · Gitel Steed (Verenigde Staten) · Edward Steichen (Luxemburg/Verenigde Staten) · Richard Steinheimer (Verenigde Staten) · Ezra Stoller (Verenigde Staten) · Lou Stoumen (Verenigde Staten) · George Strock (Verenigde Staten) · Constance Stuart (Zuid-Afrika) · Étienne Sved (Hongarije) · Suzanne Szasz (Verenigde Staten) · Jay Te Winterburn (Verenigde Staten) · YoshisVerenigd Koninkrijke Terao · Gustavo Thorlichen (Argentinië) · Charles Trieschmann (Verenigde Staten) · François Tuefferd (Frankrijk) · Jakob Tuggener (Zwitserland) · Allan Turoff · Doris Ulmann (Verenigde Staten) · Alexander Uzylan (USSR) · William Vandivert · Pierre Verger (Frankrijk/Brazil) · Ike Vern (Verenigde Staten) · 'Véro' (Werner Rosenberg) (Frankrijk) · Roman Vishniac (Rusland/Verenigde Staten) · Carmel Vitullo (Verenigde Staten) · Edward Wallowitch (Verenigde Staten) · Sabine Weiss (Zwitserland) · Todd Webb (Verenigde Staten) · Dan Weiner (Verenigde Staten) · Edward Weston (Verenigde Staten) · Hans Wild (Verenigd Koninkrijk) · Bob Willoughby (Verenigde Staten) · Garry Winogrand (Verenigde Staten) · Arthur Witman (Verenigde Staten) · Jasper Wood (Verenigde Staten) · Cedric Wright (Verenigde Staten) · Yosuke Yamahata (Japan) · Shizuo Yamamato